# Grigore Ureche

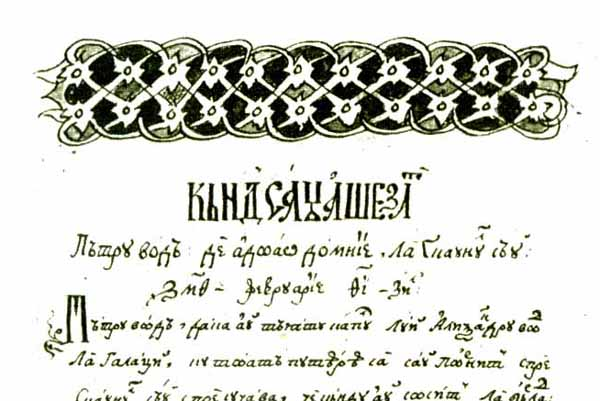
Facsimil Letopisețul Țării Moldovei

Grigore Ureche (n. 1590, Moldova – d. 1647, Goești, Lungani, Iași, România) a fost primul cronicar moldovean de seamă a cărui operă s-a păstrat.

## Biografie
Născut pe la 1590 sau 1595, Grigore a fost fiul lui Nestor Ureche, boier instruit deținând funcții politice importante la sfârșitul veacului al XVI-lea, în repetate rânduri purtător de solii la Poarta Otomană, mare vornic al Țării de Jos pe vremea domniei lui Eremia Movilă. A avut ca frate pe Nicolae Ureche spătarul.
Cronicarul de mai târziu a învățat carte la Lwów, Uniunea statală polono-lituaniană, la  Școala Frăției Ortodoxe, unde a studiat istoria, geografia, limbile clasice latina și greaca, retorica și poetica. Reîntors în țară, a participat la viața politică mai întâi ca logofăt, apoi spătar.
În vremea domniei lui Vasile Lupu, a fost unul dintre sfetnicii apropiați ai acestuia, mare spătar, iar din anul 1642, urmând calea părintelui său, a ajuns mare vornic al aceleiași Țări de Jos.
A murit în anul 1647 în satul Goești din ținutul Cârligăturii  și a fost înmormântat într-o criptă de la mănăstirea Bistrița din Moldova.

## Opera
Letopisețul Țării Moldovei (titlul original: Letopisețul țărâi Moldovei, de când s-au descălecat țara și de cursul anilor și de viiața domnilor carea scrie de la Dragoș vodă până la Aron vodă) a fost scris spre sfârșitul vieții; se crede că Grigore Ureche ar fi muncit la el între anii 1642-1647. Baza informativă a cronicii au constituit-o scrierile slavone de curte, cronica Poloniei a lui Joachim Bielski și o cosmografie latină. Valoarea ei constă în integrarea faptelor istorice într-un sistem de gândire politică.
Cronicarul motivează scrierea acestui letopiseț din simplul pretext „ca sî nu se înece ... anii cei trecuți“ și să lase urmașilor amănunte despre cele ce au fost să se petreacă în anii de demult, dar și din grija ca aceștia să nu rămână „asemenea fiarelor și dobitoacelor celor mute și fără minte“. E de accentuat importanța pe care o acordă cronicarul istoriei în trezirea și creșterea conștiinței naționale a poporului, Letopisețul Țării Moldovei constituind începutul istoriografiei în limba română.
Versiunea originală a circulat într-un mediu foarte restrâns și s-a pierdut foarte de timpuriu, la baza tuturor copiilor ulterioare din a doua jumătate a sec. al XVII-lea și până astăzi stând versiunile interpolate ale lui Simion Dascălul. Alți copiști, ca Misail Călugărul și Axinte Uricariul au adăugat la rîndul lor unele pasaje. Majoritatea interpolărilor au fost identificate, unele chiar de Miron Costin. Astăzi se păstrează 22 de copii manuscrise, conținînd integral sau parțial cronica lui Ureche. Prima publicare a textului s-a făcut în 1852, de către Mihail Kogălniceanu.
Letopisețul prezintă istoria Moldovei de la al doilea descălecat (1359) pînă la à doua domnie à lui Aron-vodă. Grigore Ureche a consemnat în mod obiectiv evenimentele și întâmplările cele mai importante, ținând foarte mult să fie nu un „scriitoriu de cuvinte deșarte ce de dereptate“. Adversar al unei puteri domnești fără controlul boierimii, Ureche a scris cronica de pe poziția marii boierimi. A glorificat  eroica luptă antiotomană a moldovenilor pentru neatârnarea țării și în special epoca lui Ștefan cel Mare. În politica externă, Grigore Ureche a promovat cu perseverență ideea polonofilă – izbăvirea Moldovei de turci numai în alianță cu Polonia. 
Într-un capitol intitulat Pentru limba noastră moldovenească, remarcă influența altor limbi („așijderea și limba noastră din multe limbi este adunată și ne iaste amestecat graiul nostru cu al vecinilor de prin prejur”), afirmă descendența romană („de la Rîm ne tragem”) și face unele apropieri etimologice între cuvintele românești și cele latinești („…de la rîmleni, ce le zicem latini: pîne, ei zic panis; carne, ei zic caro; găina, ei zic galina; muiarea, mulier; fămeia, femina; părinte, pater; al nostru, noster și alte multe din limba lătinească, că de ne-am socoti pre amănuntu, toate cuvintele le-àm înțălege”. Ureche greșește originea doar a două cuvinte: femeie – familia, părinte – parentem). Cronicarul afirmă și originea comună a moldovenilor, muntenilor și ardelenilor.
A întîmpinat greutăți de exprimare pentru că nu a avut un model de cronică în limba română, de aceea frazele sunt mai greoaie, amestecînd sintaxa slavă cu cea orală românească.
N. Manolescu, în Istoria critică a literaturii române desprinde următoarele trăsături ale operei:
a) atitudinea critică față de izvoare: nu folosește știrile care „nu se tocmesc”;
b) țel patriotic și educativ precis: demonstrează latinitatea limbii cu exemple și vede necesitatea ca românii să aibă și o istorie a lor, cum au alte popoare;
c) folosirea metaforei: cronicarii trebuie să fie „fierbinți” pentru trecut. Într-o luptă, moldovenii au pierit „cît au înălbit poiana”;
d) arta portretului: omul este privit sub o calitate sau un viciu esențial, care-i subordonează faptele. Iliaș-vodă, fiul turcit al lui Petru Rareș, „pe dinafară să vedea pom înflorit, iar dinăuntru lac împuțit”. Ștefan cel Mare este impulsiv, dar viteaz.
Portretul lui Ștefan cel Mare
Lui Ștefan îi sunt dedicate cele mai multe pagini din letopiseț, într-un joc de lumini și umbre, căci cronicarul nu se sfiește să-l judece uneori (de exemplu îl consideră mai curând un războinic de dragul războiului decât un patriot). Celebru este finalul portretului, în care moartea voievodului este prezentată secvențial:
a) împrejurările morții lui Ștefan (anul, luna, ziua);
b) portretul fizic, realizat printr-un eufemism („om nu mare de stat”) și cel moral, alcătuit dintr-o enumerare de însușiri: impulsiv („mînios și degrabă a vărsa sînge nevinovat”), uneori nedrept cu boierii („deseori la ospețe omorîia fără giudeț”), dar bun gospodar („și lucrul său îl știa a-l acoperi”), neîntrecut strateg („la lucruri de războaie meșter”), știind să-și transforme chiar înfrîngerea în victorie („…că știindu-se căzut gios se rădica deasupra învingătorilor”);
c) sentimentele poporului la moartea lui Ștefan (jalea, intrarea în legendă a domnitorului);
d) participarea naturii la durerea generală;
e) o scurtă și precisă informare istoriografică.
Cronica lui Ureche este prima scriere din literatura română care se depărtează de stilul bisericesc. Arta scriitorului se valorifică îndeosebi în capacitatea de a creiona portrete.

## Cronologie
- 1591 - 1595 – Este perioada în care trebuie situată ivirea pe lume a lui Grigore, fiul lui Nestor Ureche (ce  aparținea unei familii atestate încă din vremea lui Ștefan cel Mare) și al Mitrofanei. Tatăl său vindea cai de rasă Curții domnești și avea în arendă stărostia Rohatinului în Polonia. Pentru serviciile aduse  Crăiei a dobândit indigenatul devenind, cum va fi și fiul său, nobil polon. A militat pentru politică filo-polonă și antiotomană.
- 1592 – Nestor Ureche este numit mare logofăt al Moldovei de Aron Vodă, la mazilirea domnului conducând treburile țării.
- 1611 – Se presupune că din acest an datează înscrierea lui Grigore „în școlile de arte liberale din țara coroanei Poloniei” (Miron Costin), mai precis la literatura latină, retorica, poetica și filosofia pe textele autorilor latini, la aceștia adăugându-se și clasicii greci. Ansamblul științelor laice era compus din trivium (gramatică,Cantacuzino, stolnicul|Stolnicul Cantacuzino]]).
  - Tatăl său se intitulează „guvernator” al Moldovei. Era un om cult pentru vremea sa, purtând corespondență diplomatică  în latină. Este și autorul unei lucrări hagiografice.
- 1612 – Ținând partea Movileștilor împotriva lui Ștefan Tomșa, Nestor Ureche se află în pribegie în Polonia, unde devine membru al asociației Frăția ortodoxă ucraineană de la Liow.
- 1613 – Nestor Ureche ajunge mare vornic al Țării de Jos, fiind o persoană cu mare autoritate. Este adevăratul conducător  al Moldovei în vremea lui Al. Movilă.
- 1617 – Tatăl cronicarului moare și este înhumat la ctitoria sa, Mănăstirea Secu.
- 1628 – Întors în Moldova, Grigore, care moștenise cea mai mare parte a imensei averi a părintelui, este numit logofăt al treilea de către domnul Miron Barnovski (al cărui cap avea să se rostogolească pe pietrele Constantinopolului cinci ani mai târziu), funcție încredințată doar oamenilor cu carte, fiindcă acest slujbaș trebuia să fie „scriitoriu bun, dvorbitoriu totdeauna lângă domnu, credincios la toate tainele domnului și cărți ori den țară, ori de la prieteni de unde ar veni, toate în mâna lui mărgu și cu învățătura domnului de la dânsul iese răspunsurile și pecetea țării în mâna lui”, cum ne informează Misail Călugărul.
- 1631 – Grigore Ureche devine spătar sub domnia lui Alexandru Iliaș, împotriva căruia va complota mai târziu, cum consemnează Miron Costin. Scapă de decapitare, punând la cale cu Vasile Lupu răscoala prin care Iliaș a fost alungat, iar Batiște Veveli, stefnicul, dat mulțimii care l-a sfâșiat.
- 1634 – Ajuns domn, Vasile Lupu îl păstrează în funcția de mare spătar. Devine om de încredere al acestuia, dându-i sfaturi în probleme de politică externă.
- 1642 – Este numit mare vornic al Țării de Jos, dregătorie pe care o deține până la sfârșitul vieții. Probabil acum își începe opera.
- 1647 – Cel dintâi cronicar moldovean trece la cele veșnice; este înmormântat la mănăstirea Bistrița, lăsând posterității manuscrisul Letopisețul Țărâi Moldovei, de când s-au descalecat țara și de cursul anilor și de viiața domnilor care scrie de la Dragoș vodă până la Aron vodă.

## Aprecieri critice

### George Călinescu
„Adevăratul dar al lui Ureche este... portretul moral. Aici el creează, sintetizează, fiindcă izvoadele nu-i dădeau nici un  model. Omul este privit sub o însușire capitală sau un vițiu sub care se așază faptele lui memorabile, într-o cadență tipică  [...].
Ureche n-a avut răgaz decât să prefacă izvoadele. Dacă ar fi dus cronica până în vremea lui Vasile Lupu, prin domniile  Moghileștilor, a lui Graziani și a celorlalți pe cari îi va descrie Miron Costin, cu toată experiența vieții și cu acea vecinică  scrutare morală, abia atunci cronica ar fi fost extraordinară.”
[...] În ultimă analiză, toată mierea cronicii lui Ureche se reduce la cuvânt, la acel dar fonetic de a sugera faptele prin foșnitura și aroma graiului. [...] Vorbirea cronicarului e dulce și cruntă, cuminte și plină de ascunzișuri ironice...

### Ion Rotaru
„Dacă stăm bine să ne gândim, tonul literaturii române e dat de pe acum. Cronicarul (Grigore Ureche) e sfătos și ține să  facă «nacazanie, adecă învățătură» către cititor, spre luare-aminte, vorbește în pilde și proverbe, are un limbaj pitoresc și  bănuim că numai împrejurarea că a fost nevoit - făcând începătura să scrie despre fapte la care nu a fost martor ocular îl  determină să nu vorbească și despre sine. Patima vremii a contribuit la rându-i, întărind valoarea artistică a povestirii,  scoțând-o în același timp din câmpul utilității imediate. Cuvintele și turnura frazei au evoluat într-un chip subiectiv, putem  zice, căpătând corporabilitate metaforică. El, cronicarul, nu este scriitor de cuvinte «deșarte», ci de «dreptate», anii trecuți  nu trebuie lăsați «să se înece», pe Ștefan nimeni dintre înaintași și nici dintre urmași «nu l-au ajuns» în vrednicie, când îl  biruiau alții «nu pierdea nădejdea», căci știindu-se «căzut jos, să ridica» deasupra biruitorilor, turcii căutau prin toate  mijloacele «să stropșească volnicia» tuturor, «zădărând» pe unii și pe alții.”

### Elvira Sorohan
„«Letopisețul» lui Grigore Ureche este o «construcție epică de tip linear», evoluând pe axa timpului istoric. În aria culturii  naționale scrise nu avem o tradiție modelatoare, dar el va institui un tipar narativ ce se va menține pe durata unui secol. În  modul de a povesti, acest prim cronicar de limbă națională se va orienta după narațiunea orală, după cum Dosoftei, primul  nostru poet cult, va fi influențat de poezia folclorică. În mentalitatea povestitorului însă se recunosc, pe de o parte  reminiscențe ale formației sale latine și ale lecturilor sale istorice, iar pe de altă parte se resimte optica populară, accentuat  moralistă în interpretarea istoriei.”

### Nicolae Manolescu
„Ca și «Cazania», ca și «Psaltirea în versuri», «Letopisețul» a fost citit și copiat imediat după redactarea lui, interpolările, ca  și continuarea lui de către Costin arătând că stârnise emulație. Ca să aibă acest succes, trebuia să răspundă unor așteptări.  De aici tot acel amestec de noutate și de vechime, de spirit științific și de providențialism religios, de pipăire prudentă a  izvoarelor și de invocare a semnelor divine, de pătundere psihologică și de moralitate preoțească. Nu cred că se poate  afirma tranșant că Ureche a fost un umanist sau, din contră, un fatalist medieval. Prima noastră cronică este, în ansamblul ei  inextricabil de observare rece a atrocității și de creștinească perplexitate de ironie cultă și de inocență populară a stilului, o  operă clasică a prozei istorice.”